# Heinrich Remlinger
Heinrich Remlinger (Ludwigsburg, 19 marzo 1882 – Leningrado, 5 gennaio 1946) è stato un militare tedesco, generale della Wehrmacht che fu giustiziato per crimini di guerra in Unione Sovietica.

## Biografia
Remlinger fu uno dei pochissimi generali della Wehrmacht il cui padre apparteneva alla classe operaia. Si arruolò in un reggimento ulano nel 1902, con il quale combatté come sergente nella prima guerra mondiale. Nel 1916 fu promosso ufficiale. Il 15 aprile 1936 divenne comandante della prigione militare di Torgau a Fort Zinna e il 10 novembre 1938 comandante della stessa prigione passata sotto il controllo diretto della Wehrmacht.
La carriera militare nella Reichswehr e nella Wehrmacht fu importante: tenente nel 1919, nel 1923 Rittmeister, nel 1933 maggiore, nel 1936 tenente colonnello, dal 1 agosto 1938 colonnello e promosso generale il 1 dicembre 1942.
Come comandante della prigione fu considerato un convinto nazionalsocialista, dal comportamento particolarmente brutale e sadico nei confronti dei detenuti.
Il 1 febbraio 1943 fu trasferito alla Führerreserve dell'OKH e il 15 febbraio nello staff delle forze di occupazione in Francia. Nel maggio 1943 divenne comandante sul campo, il 21 settembre 1943 fu comandante a Pskov, nel 1944 a Budapest dove rimase fino all'assedio di Budapest come comandante della fortezza e dove fu fatto prigioniero dai sovietici il 12 febbraio 1945.
Nel dicembre 1945, come ufficiale più alto in grado, fu imputato nel processo di Leningrado con altri dieci soldati davanti al tribunale militare sovietico, che lo condannò all'impiccagione il 4 gennaio 1946, fu giustiziato il giorno successivo. L'accusa inoltre giudicò collettivamente gli ufficiali di aver partecipato al massacro di Katyn nel 1940: Stalin voleva incolpare la Wehrmacht tedesca per scagionare l'Unione Sovietica, Remlinger di contro non fu presente nel 1940. La condanna a morte non si riferì specificamente all'episodio di Katyn, ma ai crimini di guerra contro la popolazione sovietica, anche se l'episodio fu sfruttato nel processo.

## Opere
- Hermann Harttmann, Praktische Winke für den Kompanie- (Eskadron-, Batterie-) Chef des Reichsheeres. Unter Mitwirkung von Heinrich Remlinger, Verlag Offene Worte, Charlottenburg, 1925.[5]